# Quartier de la Goutte d’Or
Das Quartier de la Goutte-d’Or, kurz Goutte d’Or (französisch „goldener Tropfen“), ist das 71. Stadtviertel im Norden der französischen Hauptstadt Paris im 18. Arrondissement am östlichen Montmartre-Hügel. Es zählt etwa 30.000 Einwohner auf einer Fläche von 1,09 km² und gilt als typisches Arbeiter- und Einwandererviertel.

## Abgrenzung
Die Verwaltungseinheit des Quartier de la Goutte d’Or wurde offiziell 1859 anlässlich der Ausdehnung von Paris wie folgt festgelegt:
- im Süden: Boulevard de la Chapelle
- im Norden: die Grenze zu Saint-Denis
- im Westen: Rue des Poissonniers
- im Osten: Rue de la Chapelle und Rue Marx-Dormoy

Von Nord nach Süd führt die Bahntrasse zum Gare du Nord durch das Viertel.
Nachdem 1919 die Thierssche Stadtbefestigung aufgehoben wurde, wurden die an Saint-Denis angegliederten Gebiete, die sich in der non ædificandi-Zone der Befestigungen befanden, durch die Dekrete vom 27. Juli 1930 an Paris angegliedert. Später wurde die Trasse des Boulevard périphérique darauf gelegt.
| Saint-Ouen            | Saint-Denis           | Saint-Denis  |
| Clignancourt          |                       | La Chapelle  |
| Saint-Vincent-de-Paul | Saint-Vincent-de-Paul | Rochechouart |

Da das Viertel auf einer Seite des Hügels von Montmartre liegt, gibt es viele Straßen mit Steigungen. Es ist auch berühmt wegen der Steinbrüche von Montmartre.

## Bevölkerungsstruktur
Der Ausländeranteil liegt zurzeit bei etwa 30 %, der Einwandereranteil bei über 50 %, vor allem Einwanderer aus dem Maghreb und Subsahara-Afrika sind stark vertreten. Die Gegend um den boulevard Barbès und die rue de la Goutte d’Or im Südwesten des Viertels, die im allgemeinen Sprachgebrauch mit der Goutte d’Or gleichgesetzt wird, ist wegen der vielen afrikanischen Einwanderer und ihrer speziellen Subkultur als quartier africain, petite Afrique oder petit Sénégal bekannt. Gleichzeitig ist sie wegen verschiedener sozialer Probleme als zone urbaine sensible ausgewiesen. Der Platz vor der Metro-Station Château Rouge ist für seinen afrikanischen Markt bekannt.
Das Viertel war in den letzten Jahren immer wieder Brennpunkt der Debatten um die französische Einwanderungspolitik: 1991 forderte der damalige Pariser Bürgermeister und spätere Staatspräsident Jacques Chirac nach einem Besuch in der Goutte d’Or im Namen der konservativen Opposition eine Revision der französischen Einwanderungspolitik, die vor allem wegen des auf Einwanderer gemünzten und als rassistisch kritisierten Ausdrucks Le bruit et l’odeur („der Lärm und der Geruch“) bekannt wurde.
Im Sommer 2010 erregten muslimische Bewohner landesweites Aufsehen, die mangels Gebetsräumen auf der rue Myrha auf offener Straße beteten, die deshalb während des Freitagsgebets für den Verkehr gesperrt wurde. Konservative Politiker sahen hierin eine Verletzung des Laizismus, die Rechtspopulistin Marine Le Pen verglich diesen Zustand mit der deutschen Besatzung während des Zweiten Weltkrieges. Der sozialistische Bezirksbürgermeister Daniel Vaillant verteidigte das Verhalten der Gläubigen und setzte den Bau einer Moschee in Gang.
Das Viertel, das zu den ärmsten von Paris gehört und zu den letzten, die den Charakter eines Arbeiterviertels (quartier populaire) bewahrt haben, ist in den letzten Jahren Ziel intensiver Bemühungen zur Aufwertung und Gentrifizierung. Dazu zählen etwa Bemühungen des Bezirksbürgermeisters Daniel Vaillant, die Zahl der „ethnischen Geschäfte“, die etwa afrikanische Produkte anbieten, zu begrenzen. In diesem Zusammenhang profitiert das Quartier seit Herbst 2012 als zone de sécurité prioritaire (ZSP) von einer verstärkten Präsenz der Behörden.

## Geschichte
Ursprünglich bestand hier, nördlich der Mauern der Hauptstadt, ein Weiler, dessen Name (wörtlich: „goldenes Schlückchen“ oder „goldener Tropfen“) sich von der Farbe des Weißweins ableitet, den seine Bewohner produzierten. Seit 1814 gehörte dieser zur Gemeinde La Chapelle Saint-Denis und wurde mit dieser 1860 im Rahmen der Stadterweiterung unter Napoleon III. nach Paris eingemeindet. Während der folgenden Jahre wurde das Gebiet zwischen dem Vergnügungsviertel des Montmartre einerseits und den Fabriken und Bahnanlagen entlang der Bahnstrecke Paris-Lille zunehmend industrialisiert und entwickelte sich zu einem Arbeiterviertel. Die oft elenden Lebensbedingungen wie den Alkoholismus seiner Bewohner schilderte Émile Zola in seinem 1876 erschienenen Roman Der Totschläger (L’assommoir).
Aufsehen erregte in den Jahren um 1900 auch der Fall der Serienmörderin Jeanne Weber, die als „Menschenfresserin aus der Goutte d′Or“ (L’Ogresse de la Goutte d’Or) bekannt wurde.
Die günstigen Mieten des Viertels führten nach dem Zweiten Weltkrieg zum verstärkten Zuzug von Einwanderern.

## Persönlichkeiten

### Musik
- Aristide Bruant: Sein Chanson À la goutte d’Or beschreibt das Viertel.
- François Hadji-Lazaro: Sein Chanson À la goutte d’Or beschreibt das Viertel.
- F.F.F.: In Barbès beschreibt der Sänger Rachid Taha sein Viertel.
- Scred Connexion: Die Gruppe des französischen Rap wohnt in dem Viertel.
- Alain Bashung: Der Sänger und Liedermacher lebte in der Goutte d’Or.

### Sonstige
- Fabrice Luchini: Schauspieler, ist hier geboren und aufgewachsen.
- Mamadou Sakho: Fußballspieler, ist hier geboren und aufgewachsen.
- Éditions Goutte d’Or: Ein Verlag, der sich nach dem Viertel nennt.[5]